# Stomphastis chalybacma
Stomphastis chalybacma är en fjärilsart som först beskrevs av Edward Meyrick 1908. Stomphastis chalybacma ingår i släktet Stomphastis och familjen styltmalar.
Artens utbredningsområde är:
- Myanmar.
- Sri Lanka.
- Thailand.

Inga underarter finns listade i Catalogue of Life.